# Умар Садік
Умар Садік (англ. Umar Sadiq; нар. 2 лютого 1997, Кадуна) — нігерійський футболіст, нападник клубу «Реал Сосьєдад» і збірної Нігерії. На умовах оренди грає за «Валенсію».

## Клубна кар'єра
Народився 2 лютого 1997 року в місті Кадуна. Розпочав займатись футболом на батьківщині у клубі «Абуджа», з якої 2013 року перейшов до італійського «Лаваньєзе», за який навіть провів один матч у Серії D. 2014 року нігерійський футболіст перейшов до «Спеції» з Серії Б і у сезоні 2014/15 став найкращим бомбардиром молодіжного чемпіонату Італії, проте за основну команду так і не дебютував, хоча і потрапляв у заявки на деякі матчі основної команди.
31 серпня 2015 року Умар перейшов на правах оренди у «Рому» за 500 тис. євро з правом подальшого викупу за 2,5 млн. У складі «вовків» нігерієць в юнацькій команді він забив 14 м'ячів за 10 ігор. А в першому ж матчі юнацької Ліги Чемпіонів проти німецького клубу «Баєр 04» він зробив хет-трик.
21 листопада 2015 року Садік Умар дебютував у Серії А, вийшовши на заміну на 88-ій хвилині замість Хуана Ітурбе у поєдинку з «Болоньєю» (2:2). 20 грудня Умар вперше відзначився, забивши у ворота «Дженоа» після виходу на заміну. Всього в сезоні 2015/16 він зіграв 6 матчів і забив 2 м'ячі. Після завершення чемпіонату «Рома» активізувала функцію викупу, уклавши контракт з гравцем на чотири роки..
Утім планів використання гравця в основному складі команди у керівництва римського клубу не було, і його для отримання ігрової практики було вирішено віддати в оренду. Відтоді Садік майже щопівроку змінював команду, встигши пограти за три роки за «Болонью», «Торіно», «НАК Бреда», «Рейнджерс» і «Перуджу».
Влітку 2019 року був ушосте відданий в оренду, цього разу до сербського «Партизана».

## Виступи за збірну
2016 року захищав кольори олімпійської збірної Нігерії на Олімпійських іграх 2016 року у Ріо-де-Жанейро.
| Дата       | Місто     | Господарі           | Результат | Гості        | Турнір                                     | Голи | Примітки |
| ---------- | --------- | ------------------- | --------- | ------------ | ------------------------------------------ | ---- | -------- |
| 11-1-2022  | Гаруа     | Нігерія             | 1 – 0     | Єгипет       | Кубок африканських націй 2021 - 1-й етап   | -    | 72'      |
| 15-1-2022  | Гаруа     | Нігерія             | 3 – 1     | Судан        | Кубок африканських націй 2021 - 1-й етап   | -    | 82'      |
| 19-1-2022  | Гаруа     | Гвінея-Бісау        | 0 – 2     | Нігерія      | Кубок африканських націй 2021 - 1-й етап   | 1    | 57'      |
| 23-1-2022  | Гаруа     | Нігерія             | 0 – 1     | Туніс        | Кубок африканських націй 2021 - 1/8 фіналу | -    | 75'      |
| 29-3-2022  | Абуджа    | Нігерія             | 1 – 1     | Гана         | Відбір до ЧС 2022                          | -    | 88'      |
| 9-6-2022   | Абуджа    | Нігерія             | 2 – 1     | Сьєрра-Леоне | Відбір до Кубка африканських націй 2023    | -    | 46'      |
| 13-6-2022  | Агадір    | Сан-Томе і Принсіпі | 0 – 10    | Нігерія      | Відбір до Кубка африканських націй 2023    | -    | 71'      |
| 13-10-2023 | Портіман  | Саудівська Аравія   | 2 – 2     | Нігерія      | товариський матч                           | -    | 78'      |
| 16-10-2023 | Албуфейра | Мозамбік            | 2 – 3     | Нігерія      | товариський матч                           | -    | 61'      |
| 19-11-2023 | Бутаре    | Зімбабве            | 1 – 1     | Нігерія      | Відбір до ЧС 2026                          | -    | 77' 90'  |
| 8-1-2024   | Абу-Дабі  | Гвінея              | 2 – 0     | Нігерія      | товариський матч                           | -    |          |
| 18-11-2024 | Уйо       | Нігерія             | 1 – 2     | Руанда       | Відбір до Кубка африканських націй 2025    | -    | 89'      |
| Усього     |           | Матчів              | 12        |              | Голів                                      | 1    |          |

## Титули і досягнення
- Бронзовий олімпійський призер: 2016

Особисті
- Гравець місяця Сегунда Дивізіону: січень 2021[10], лютий 2022[11]
- Гол місяця Ла-Ліги: березень 2025[12]